# 吴拉姆·拉齐克
吴拉姆·拉齐克（羅馬化：Ghulam Raziq，1932年11月11日—），巴基斯坦前男子跨栏运动员。他曾参加1956年夏季奥运会、1960年夏季奥运会和1964年夏季奥运会跨栏比赛，还曾获得1958年亚洲运动会和1966年亚洲运动会男子110米栏金牌。